# Charles Laughton
Charles Laughton (Scarborough, 1º luglio 1899 – Hollywood, 15 dicembre 1962) è stato un attore e regista britannico.
È considerato uno degli attori più sensibili e intelligenti del teatro e del cinema del '900. Nel ricco repertorio delle sue interpretazioni, spiccano le caratterizzazioni di personaggi sanguigni e abnormi.

## Biografia
Appassionato di teatro sin da bambino, Laughton si diplomò alla Royal Academy of Dramatic Art (R.A.D.A.), debuttando sulle scene inglesi nel 1926 con L'ispettore generale di Gogol'. Nel 1930 raggiunse Broadway per una tournée e venne notato dai produttori cinematografici, che gli affidarono alcuni ruoli in pellicole di poco rilievo, a eccezione del film storico Il segno della croce (1932) di Cecil B. DeMille, in cui impersonò un viscido imperatore Nerone. Negli anni seguenti l'attore viaggerà di continuo tra gli Stati Uniti e l'Inghilterra.
Tornato a Londra, dal 1933 al 1934 interpretò diversi spettacoli teatrali per l'Old Vic, mentre si affermò definitivamente sul grande schermo grazie all'interpretazione del re d'Inghilterra Enrico VIII nel film Le sei mogli di Enrico VIII (1933) di Alexander Korda, ruolo che gli valse il premio Oscar quale miglior attore protagonista. Nel film Laughton ebbe modo di lavorare con Elsa Lanchester che avrebbe sposato nel 1929. I due vissero insieme per trentatré anni, nonostante l'omosessualità dell'attore di cui la stessa Lanchester avrebbe parlato in un'autobiografia.

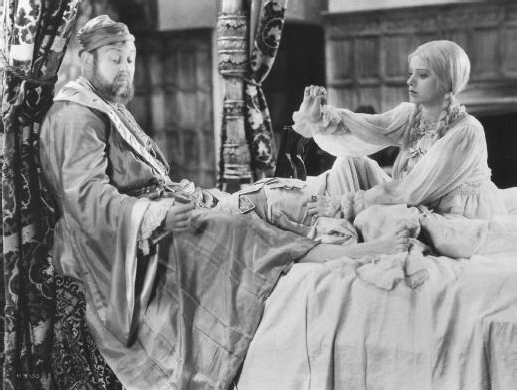
Charles Laughton in Le sei mogli di Enrico VIII (1933)

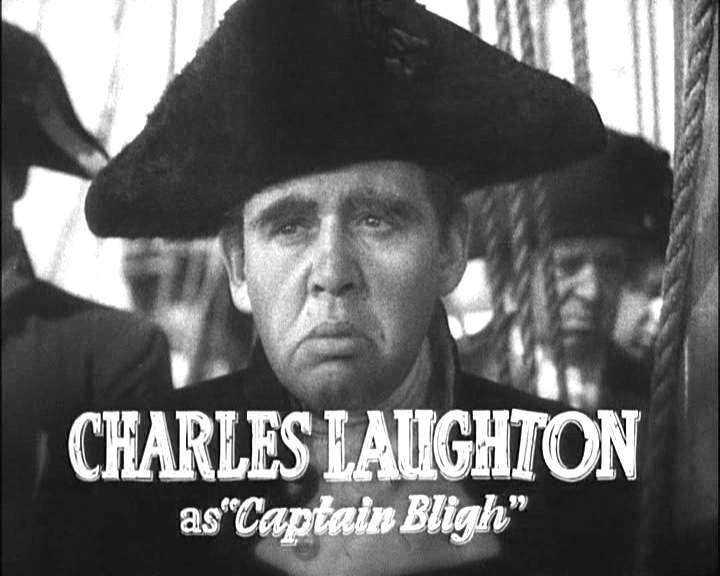
Charles Laughton nel trailer de La tragedia del Bounty (1935)

Tornato a Hollywood, Laughton interpretò con istrionico talento una serie di personaggi cosiddetti "negativi", come il Capitano Bligh ne La tragedia del Bounty (1935) di Frank Lloyd, con Clark Gable, e un subdolo boss di una gang di pirati nel thriller La taverna della Giamaica (1939) di Alfred Hitchcock. Si sottopose ad estenuanti sedute di trucco per calarsi nei panni del gobbo Quasimodo nel film Notre Dame (1939) di William Dieterle, in cui fu affiancato da Maureen O'Hara, con la quale recitò anche nel successivo Questa terra è mia (1943) di Jean Renoir, nei panni del mite maestro elementare Albert Lory.
Durante gli anni quaranta, l'attore non disdegnò comunque il teatro, interpretando fra l'altro, nel 1947, il ruolo principale in Vita di Galileo di Brecht. Restò comunque sempre attivo al cinema: fu un viscido magistrato nel thriller giudiziario Il caso Paradine (1947) di Hitchcock, con Alida Valli e Gregory Peck; interpretò il personaggio del Commissario Maigret nel film poliziesco L'uomo della Torre Eiffel (1948) di Burgess Meredith; fu diretto da Howard Hawks nel film a episodi La giostra umana (1952), e da David Lean nella commedia Hobson il tiranno (1954).
Si cimentò per la prima volta nella regia cinematografica, dirigendo e producendo il film La morte corre sul fiume (1955), un inquietante noir oggi considerato un classico, in cui è narrata la vicenda di due ragazzini che cercano di scappare da un pastore religioso psicopatico (interpretato da Robert Mitchum). Nel 1957 tornò sullo schermo come incisivo interprete del giallo giudiziario Testimone d'accusa di Billy Wilder, accanto a Marlene Dietrich e Tyrone Power, nonché nuovamente insieme a Elsa Lanchester. Il ruolo del brillante avvocato difensore sir Wilfrid Robarts gli valse una candidatura al premio Oscar quale miglior attore protagonista. Nel 1960 fu Sempronio Gracco nel colossal storico Spartacus (1960), diretto da Stanley Kubrick. La sua ultima interpretazione fu quella di un senatore del Sud nel dramma Tempesta su Washington (1962) di Otto Preminger, accanto a Walter Pidgeon e Henry Fonda.
Morì all'età di 63 anni per un tumore alla cistifellea. È sepolto presso il Forest Lawn Memorial Park di Los Angeles, California.

## Filmografia

### Attore

#### Cinema

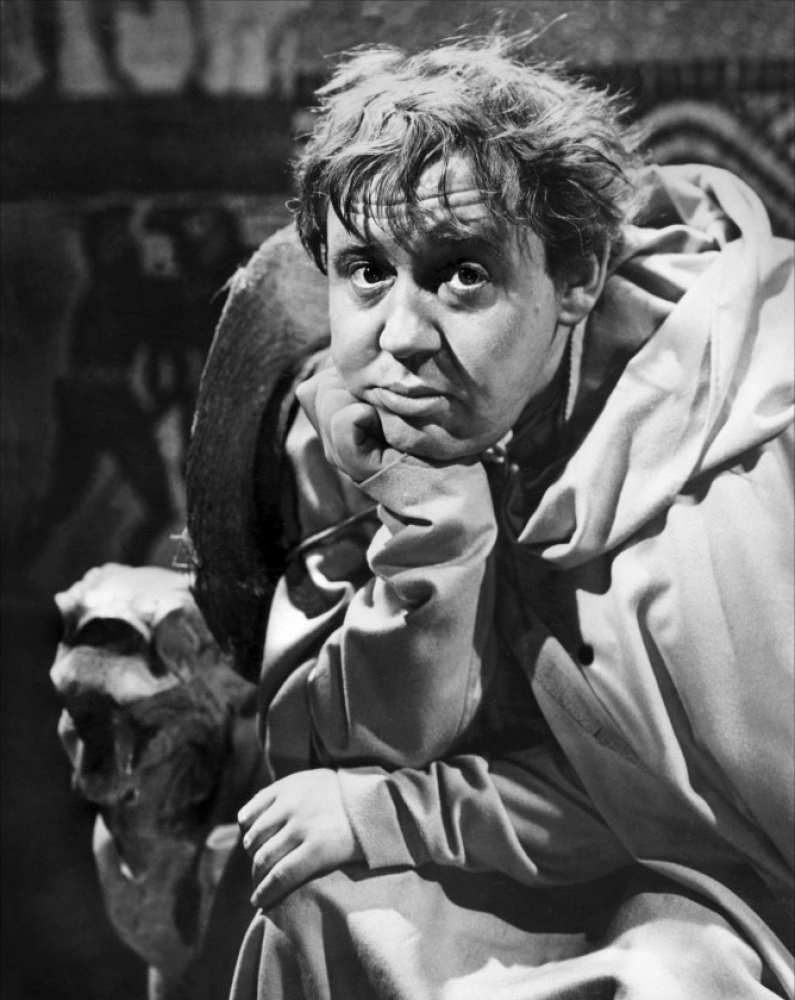
Charles Laughton sul set del film incompiuto I, Claudius del 1937

- Blue Bottles, cortometraggio, regia di Ivor Montagu (1928)
- Piccadilly, regia di Ewald André Dupont (1929)
- Wolves, regia di Albert de Courville (1930)
- Down River, regia di Peter Godfrey (1931)
- Il diavolo nell'abisso (Devil and the Deep), regia di Marion Gering (1932)
- Il castello maledetto (The Old Dark House), regia di James Whale (1932)
- Payment Deferred, regia di Lothar Mendes (1932)
- Se avessi un milione (If I Had a Million), regia di James Cruze e H. Bruce Humberstone (1932)
- Il segno della croce (The Sign of the Cross), regia di Cecil B. DeMille (1932)
- L'isola delle anime perdute (Island of Lost Souls), regia di Erle C. Kenton (1932)
- Le sei mogli di Enrico VIII (The Private Life of Henry VIII), regia di Alexander Korda (1933)
- L'inferno verde (White Woman), regia di Stuart Walker (1933)
- La famiglia Barrett (The Barrets of Wimpole Street), regia di Sidney Franklin (1934)
- Il maggiordomo (Ruggles of Red Gap), regia di Leo McCarey (1935)
- Il sergente di ferro (Les misérables), regia di Richard Boleslawski (1935)
- La tragedia del Bounty (Mutiny on the Bounty), regia di Frank Lloyd (1935)
- L'arte e gli amori di Rembrandt (Rembrandt), regia di Alexander Korda (1936)
- I, Claudius, regia di Josef von Sternberg (incompiuto)
- Il vagabondo dell'isola (Vessel of Wrath), regia di Erich Pommer (1938)
- Marciapiedi della metropoli (Sidewalks of London), regia di Tim Whelan (1938)
- La taverna della Giamaica (Jamaica Inn), regia di Alfred Hitchcock (1939)
- Notre Dame (The Hunchback of Notre Dame), regia di William Dieterle (1939)
- Non desiderare la donna d'altri (They Knew What They Wanted), regia di Garson Kanin (1940)
- La prima è stata Eva (It Started with Eve), regia di Henry Koster (1941)
- Il peccatore di Tahiti (The Tuttles of Tahiti), regia di Charles Vidor (1942)
- Destino (Tales of Manhattan), regia di Julien Duvivier (1942)
- Forzate il blocco (Stand By for Action), regia di Robert Z. Leonard (1942)
- Per sempre e un giorno ancora (Forever and a Day), regia di Edmund Goulding e Cedric Hardwicke (1943)
- Questa terra è mia (This Land Is Mine), regia di Jean Renoir (1943)
- Joko l'australiano (The Man from Down Under), regia di Robert Z. Leonard (1943)
- Passport to Destiny, regia di Ray McCarey (1944) (non accreditato)
- Lo spettro di Canterville (The Canterville Ghost), regia di Jules Dassin (1944)
- Quinto non ammazzare! (The Suspect), regia di Robert Siodmak (1944)
- Capitan Kidd (Captain Kidd), regia di Rowland V. Lee (1945)
- La commedia è finita (Because of Him), regia di Richard Wallace (1946)
- Il caso Paradine (The Paradine Case), regia di Alfred Hitchcock (1947)
- Arco di trionfo (Arc of Triumph), regia di Lewis Milestone (1948)
- Il tempo si è fermato (The Big Clock), regia di John Farrow (1948)
- La ragazza di Manhattan (The Girl from Manhattan), regia di Alfred E. Green (1948)
- Corruzione (The Bribe), regia di Robert Z. Leonard (1949)
- L'uomo della Torre Eiffel (The Man on the Eiffel Tower), regia di Burgess Meredith (1949)
- Più forte dell'amore (The Blue Veil), regia di Curtis Bernhardt e, non accreditato, Busby Berkeley (1951)
- Alan, il conte nero (The Strange Door), regia di Joseph Pevney (1951)
- La giostra umana (O. Henry's Full House), regia di Henry Koster (1952)
- Kidd il pirata (Abbott and Costello Meet Captain Kidd), regia di Charles Lamont (1952)
- Salomè, regia di William Dieterle (1953)
- La regina vergine (Young Bess), regia di George Sidney (1953)
- Hobson il tiranno (Hobson's Choice), regia di David Lean (1954)
- Testimone d'accusa (Witness for The Prosecution), regia di Billy Wilder (1957)
- Sotto dieci bandiere, regia di Duilio Coletti (1960)
- Spartacus, regia di Stanley Kubrick (1960)
- Tempesta su Washington (Advise & Consent), regia di Otto Preminger (1962)

#### Televisione
- General Electric Theater – serie TV, episodi 6x04-6x21-7x19 (1957-1959)
- Carovane verso il West (Wagon Train) – serie TV, 1 episodio (1960)
- Scacco matto (Checkmate) – serie TV, episodio 1x14 (1961)

#### Cortometraggi
- The Tonic, regia di Ivor Montagu (1928)
- Daydreams, regia di Ivor Montagu (1928)
- Blu Bottles, regia di Ivor Montagu (1928)
- Leben des Galilei, regia di Ruth Berlau e Joseph Losey (1947)

### Regista
- La morte corre sul fiume (1955)

## Riconoscimenti
- Premio Oscar
  - 1934 – Miglior attore per Le sei mogli di Enrico VIII
  - 1936 – Candidatura per il miglior attore per La tragedia del Bounty
  - 1958 – Candidatura per il miglior attore protagonista per Testimone d'accusa
- Golden Globe
  - 1958 – Candidatura per il miglior attore in un film drammatico per Testimone d'accusa
- British Academy Film Awards
  - 1959 – Candidatura per il miglior attore straniero per Testimone d'accusa
  - 1963 – Candidatura per il miglior attore straniero per Tempesta su Washington
- David di Donatello
  - 1958 – Miglior attore straniero per Testimone d'accusa (ex aequo con Marlon Brando per Sayonara)
- National Board of Review of Motion Pictures Awards
  - 1938 – Miglior interpretazione per Il vagabondo dell'isola (ex aequo con Elsa Lanchester)
- New York Film Critics Circle Awards
  - 1935 – Miglior attore protagonista per La tragedia del Bounty e Il maggiordomo

## Doppiatori italiani
- Mario Besesti in Se avessi un milione (ridoppiaggio), Il segno della croce (ridoppiaggio), La tragedia del Bounty (ridoppiaggio), Marciapiedi della metropoli, La taverna della Giamaica, Notre Dame, Forzate il blocco, Questa terra è mia, Joko l'australiano, Lo spettro di Canterville, Quinto non ammazzare!, Capitan Kidd, La commedia è finita, Arco di trionfo, Il tempo si è fermato, Corruzione, Più forte dell'amore, Alan, il conte nero, La giostra umana, Kidd il pirata, Salomè, La regina vergine, Hobson il tiranno
- Giorgio Capecchi in La prima è stata Eva (ridoppiaggio), Testimone d'accusa, Sotto dieci bandiere, Spartacus, Tempesta su Washington
- Pino Locchi in Le sei mogli di Enrico VIII (ridoppiaggio), L'arte e gli amori di Rembrandt (ridoppiaggio)[3]
- Gaetano Verna in Le sei mogli di Enrico VIII (primi due doppiaggi)
- Gero Zambuto in La famiglia Barrett
- Olinto Cristina in Il caso Paradine
- Elio Pandolfi in La taverna della Giamaica (1º ridoppiaggio)
- Antonio Paiola in La taverna della Giamaica (2º ridoppiaggio)
- Giorgio Lopez in Questa terra è mia (ridoppiaggio)
- Antonio Guidi in Salomè (ridoppiaggio)